# جون لوبيز (لاعب كرة طائرة)
جون لوبيز (16 أبريل 1989 في جمهورية الدومينيكان - ) (بالإنجليزية: Johan Lopez)‏ هو لاعب كرة طائرة دومينيكا.

## الحياة المهنية
يلعب دور الوسيط والعكس. بامسو (2006)
أفانزادا جوفينيل (2006)
29 دي جونيو (2007)
سانتو دومينغو (2007-2008)
ديستريتو ناسيونال (2007-2008)
سانشيز راميريز (2010)
لويزيانا رومانا (2010)
سان أنطونيو لوس الكاريزوس (2011)
البريد العشوائي (2011-2012)
So Ninja (2012-2013).

## الإنجازات
- بطل Bameso (2006)[2]
- بطل Distrito Nacional Men Volleyball Club (2007-2008)[2]
- بطل San Antonio Los Alcarrizos (2011) [2]
- بطولة الدومينيكان الوطنية الثانية (2010) بطل سان فرانسيسكو دي ماكوريس.[2]